# Eupalla

La dea Eupalla consegna la stella d'oro al capitano della Giampiero Boniperti dopo la conquista del decimo campionato nazionale alla fine della stagione 1957-58, stabilendo un nuovo record.

Eupalla è il nome, frutto dell'inventiva onomaturgica dello scrittore e giornalista Gianni Brera, di una immaginaria "divinità che protegge e ispira il gioco del pallone". Questo nome, palesemente ricalcato su quello di Euterpe, musa protettrice della musica e della poesia lirica, è una tipica creazione del linguaggio breriano, che amava giocare con le parole in modo immaginifico, alternando citazioni colte e compiacimenti dialettali. La definizione da parte dello stesso Brera è: "la dea che presiede alle vicende del calcio ma soprattutto, del bel gioco (dal greco Eu 'bene'); divinità benevola che assiste pazientemente alle goffe scarponerie dei bipedi".
Il termine ha avuto una tale fortuna che oggigiorno viene utilizzato anche da altri autori in relazione al gioco del calcio. Una trasmissione sportiva di Rai 2, condotta da Paola Ferrari e Linus e dedicata al campionato europeo di calcio 2004, era intitolata I figli di Eupalla. Eupalla è pure il titolo di un libro dedicato alla storia del Torino (De Pauli 2007).
Sul nome Eupalla, lo scrittore Stefano Benni ha quindi coniato il termine antitetico Dispalla, divinità capricciosa che "govern[a] le sponde e gli spigoli, che con sghemba e beffarda mano [fa] impazzire le traiettorie e sbilenc[a] le parabole, che annebbi[a] la vista ai portieri e appann[a] i riflessi ai difensori, che annod[a] le gambe all'ala in fuga e restring[e] la rete davanti al centravanti..." (1994: 241).
Eupalla è presente anche nel videogioco Football Manager. Nell'edizione del 2009, grazie alla introduzione dei Media nel gioco, è "apparsa" come parte del titolo di una testata giornalistica fittizia, il Messaggero di Eupalla. La stessa cosa si è ripetuta nell'edizione 2010.